# تساگوری
تساگوری (به لاتین: Tsagveri) یک منطقهٔ مسکونی در گرجستان است که در شهرداری برجومی واقع شده‌است.